# 吉村和敏
吉村 和敏（よしむら かずとし、1967年 - ）は、日本の写真家。長野県松本市生まれ。

## 来歴
中学3年の時に友人が所有していたコンパクトカメラで写真を撮りあう内にカメラに興味を覚える。
進学した長野県田川高等学校では写真クラブに入部し、学校周辺の人里の風景を撮影していた。
高校卒業後に上京し印刷会社へ就職するが、サラリーマンとしての仕事に疑問を感じ2年後に退職する。
高校時代に好きだった写真を仕事にしたいと考えるようになり、カメラマンになるためカナダへ移住。
カナダ横断中に立ち寄ったプリンスエドワード島の風景に惹かれ、
シャーロットタウンにアパートを借り写真を撮り溜めた。
移住から1年間後に帰国。当初は仕事はなかったものの、プリンスエドワード島の取材が、雑誌『私のカントリー』（主婦と生活社）で特集される。
当時は赤毛のアンがブームの兆しを見せはじめており、プリンスエドワード島に関連する複数の雑誌、旅行パンフレットに写真を提供した。 
その後はアルバイトでお金を貯めてはカナダで写真を撮り溜める生活を繰り返し、
1999年に個展『Prince Edward Islamd』を開催、2000年に吉村にとって写真家としての「デビュー作」となる『プリンスエドワード島』（講談社）を出版した。
2年後、カナダ大西洋岸に位置する4州、アトランティック・カナダの風景をとらえた『光ふる郷』（幻冬舎）を出版。この写真集によって、第2回カナダメディア賞大賞を受賞した。  
2004年には谷川俊太郎との共著『あさ/朝』、『ゆう/夕』（アリス館）を出版。累計で30万部を超えるヒットとなった。
ブルーモーメントやマジックアワーを題材にするなど、光と色の効果をテーマにした作品が多い。
被写体はカナダ大西洋州やヨーロッパなど日本国外の作品が多いが、一方で『Sense of Japan』（ノストロ・ボスコ）、『雪の色』（丸善出版）、『錦鯉』（同）など、日本を題材にした作品も手掛ける。

## 受賞歴
- 2003年 - カナダメディア賞 大賞[11]
- 2007年 - 日本写真協会賞 新人賞[12]
- 2015年 - 東川賞 特別作家賞[13]

## 著作

### 書籍
著者名が省略されている本は単著。
2000年
- 『プリンス・エドワード島』 講談社、2000年3月、ISBN 978-4062100243
- 『輝く季節への旅』 ベストセラーズ、2000年6月、ISBN 9784584185414
- 『アトランティック・カナダ』 日経BP、2000年6月、ISBN 978-4822226855

2002年
- 『光ふる郷』 幻冬舎、2002年4月、ISBN 978-4344001763
- 『草原につづく赤い道』 金の星社、2002年11月、ISBN 978-4323070339

2004年
- 谷川俊太郎 共著『あさ/朝』 アリス館、2004年7月、ISBN 9784752002772
- 谷川俊太郎 共著『ゆう/夕』 アリス館、2004年11月、ISBN 9784752002901
- 『郷愁の光』 ピエブックス、2004年10月、ISBN 9784894443655

2005年
- 『緑の島に吹く風』 光文社、2005年5月、ISBN 978-4334783624 （『輝く季節への旅』の文庫版）
- 『ローレンシャンの秋』 アップフロントブックス、2005年8月、ISBN 978-4847016165
- 石田衣良 共著『SILENT NIGHT』 小学館、2005年11月、ISBN 978-4093941297

2006年
- 『こわれない風景』 光文社、2006年6月、ISBN 978-4334975005
- 谷川俊太郎 共著『あさの絵本』 アリス館、2006年7月、ISBN 978-4752003441
- 『林檎の里の物語』 主婦と生活社、2006年10月、ISBN 978-4391133509
- 秋月菜央 共著『あした』 経済界、2006年11月、ISBN 978-4766783827

2007年
- 『プリンス・エドワード島と東カナダ』日経BP、2007年5月、ISBN 978-4861302633
- 吉沢博子 共著『プリンス・エドワード島と東カナダ』 光文社、2007年5月、ISBN 978-4861302633 （『アトランティック・カナダ』の改訂版）
- 『BLUE MOMENT』 小学館、2007年12月、ISBN 978-4096820230

2008年
- 『プリンス・エドワード島七つの物語』 講談社、2008年6月、ISBN 978-4062147224

2009年
- 『PASTORAL』 日本カメラ社、2009年4月、ISBN 978-4817921178
- 『「フランスの美しい村」全踏破の旅』 講談社、2009年10月、ISBN 978-4062156745
- 『Sense of Japan』 ノストロ・ボスコ、2009年10月、ISBN 978-4904737019

2010年
- 『小さな村は、聖なる鐘の音につつまれていた』 ノストロ・ボスコ、2010年11月、ISBN 978-4904737026
- 『クリスマスツリー』 アリス館 2010年10月、ISBN 978-4752005278
- 秋月菜央 共著『Gift』 経済界、2010年11月、ISBN 978-4766784794
- 『MAGIC HOUR』 小学館、2010年12月、ISBN 978-4096820568
- 『CEMENT』 永田由美子 訳、ノストロ・ボスコ、2010年12月、ISBN 978-4904737033

2011年
- 『Shinshu』 永田由美子 訳、信濃毎日新聞社、2011年10月、ISBN 978-4784071784

2012年
- 『LIGHT ON EARTH』 丸善出版、2012年7月、ISBN 978-4990649708
- 『RESPECT』 丸善出版、2012年11月、ISBN 978-4990649715

2013年
- 『カスタム・ドクター』 渡邊高志 監修、ノストロ・ボスコ、2013年7月、ISBN 978-4904737040
- 『SEKISETZ』 永田由美子 訳、丸善出版、2013年8月、ISBN 978-4990649722

2014年
- 『プリンス エドワード アイランド』 丸善出版、2014年3月、ISBN 978-4990649739

2015年
- 『「イタリアの最も美しい村」全踏破の旅』 講談社、2015年3月、ISBN 978-4062192156
- 『雪の色』 丸善出版、2015年9月、ISBN 978-4990649746
- 『Moments on Earth』 日本カメラ社、2015年10月、ISBN 978-4817921512
- 『KANRANSHA×観覧車』 丸善出版、2015年12月、ISBN 978-4990649753

2016年
- 『KAMI-GOTO - 五島列島上五島静かな祈りの島』 丸善出版、2016年2月、ISBN 978-4990649760
- 『「ベルギーの最も美しい村」全踏破の旅』 講談社、2016年5月、ISBN 978-4062200592
- 『アトランティック・ジャイアント』 丸善出版、2016年10月、ISBN 978-4990649777

2017年
- 『MORNING LIGHT』 小学館、2017年3月、ISBN 978-4096822340
- 『錦鯉』 丸善出版、2017年5月、ISBN 978-4990649784
- 『RIVER 木曽川×発電所』 信濃毎日新聞社、2017年6月、ISBN 978-4784073047
- 『増補版「フランスの最も美しい村」全踏破の旅』 講談社、2017年7月、ISBN 978-4062206907

2018年
- 『朝の光とともに、世界を巡る旅がはじまる』 丸善出版、2018年9月、ISBN 978-4990649791

2019年
- 『Du CANADA』 日経ナショナル ジオグラフィック、2019年2月、ISBN 978-4863134171

2020年
- 『「スペインの最も美しい村」全踏破の旅』講談社、2020年2月、978-4065183472
- 『CAROUSEL EL DORADO カルーセルエルドラド』丸善出版、2020年3月、978-4991122804

### その他
- 神山純一 『静けさの時間 -イースタン・カナダの光と風-』 ジェネオンエンタテインメント 2004年4月（DVD）

## 個展
注記が無い限り『写真家 吉村和敏 OFFICIAL WEBSITE』のプロフィールページによる。
- 1998年 『ある日、凪ぐ時』（ニコンサロン/東京）
- 1999年 『Prince Edward Island』（ペンタックスフォーラム/東京）
- 2002年 『光ふる郷』（富士フォトサロン/東京）
- 2003年 『プリンス・エドワード島とアトランティック・カナダの四季』（松本市美術館/長野、阪神百貨店/大阪）
- 2003年 『静けさの中をゆく』（バートックギャラリー/東京）
- 2004年 『カントリー・スピリット』（キヤノンサロン/東京、名古屋、大阪、福岡、札幌、仙台）
- 2004年 『あさ/朝・ゆう/夕』（紀伊國屋画廊/東京）
- 2005年、2006年 『カナダ・光を巡る5つの物語』（阿蘇白水郷美術館/熊本、高森町立公民館/長野）
- 2006年 『林檎の里の物語』（ペンタックスフォーラム/東京）
- 2007年 『あさ』（ナダール/東京）
- 2007年 『SILENT NIGHT』(清春 旅と空想の美術館/山梨)
- 2007年、2008 年『ブルーモーメント』（フォトエントランス日比谷、朝日新聞東京本社階ギャラリー/東京、富士フォトサロン/札幌・仙台）
- 2008年 『プリンス・エドワード島を巡る旅』（ホテルアイビス ミニギャラリー/東京）
- 2009年 『PASTORAL』（ミュゼふくおかカメラ館/富山）
- 2009年 『Sense of Japan』（富士フイルムフォトサロン/東京・大阪）
- 2009年 『PASTORAL』（阿蘇白水郷美術館/熊本、丸ビル 行幸地下ギャラリー/東京）
- 2010年 『MAGIC HOUR』（キヤノンギャラリーS/東京）
- 2011年、2012年 『Shinshu』（ホクト文化ホール、朝日美術館、ギャラリー紙蔵歩/長野）
- 2012年 『小さな村は、聖なる鐘の音につつまれていた』（阿蘇白水郷美術館/熊本）
- 2012年 『PASTORAL』（市民タイムス塩尻ホール/長野）
- 2012年 『BLUE MOMENT』（ギャラリー唯/京都）
- 2012年 『MAGIC HOUR』（那珂川町馬頭広重美術館/栃木）
- 2013年 『BLUE MOMENT 小さな村は、聖なる鐘の音につつまれていた』（五ヶ瀬町自然の恵み資料館/宮崎）
- 2013年 『PASTORAL×Shinshu』（小布施千曲川ハイウェイミュージアム/長野）
- 2013年 『カスタム・ドクター』（ニコンサロン/東京）
- 2015年 『イタリアの最も美しい村全踏破の旅』（リコーイメージングスクエア/東京、梓川アカデミア館/長野、ミュゼふくおかカメラ館/富山）
- 2016年 『Moments on Earth』（東京駅前地下広場/東京）
- 2016年 『イタリアの最も美しい村全踏破の旅×コーヒーテーブルブック展』（阿蘇白水郷美術館/熊本、バートックギャラリー/東京）
- 2017年 『MORNING LIGHT』（リコーイメージングスクエア/東京、大阪）
- 2017年 『Pond & RIVER』（ソニーイメージングギャラリー銀座/東京）
- 2019年 『Du CANADA』（富士フイルムフォトサロン/東京）
- 2020年『Du CANADA＋プリンスエドワード島』（富士フイルムフォトサロン/大阪）

## 監修
- リコーイメージング
  - PENTAX KP J limited
  - PENTAX K-1 Mark II J limited 01

露出モードのカスタム設定「PH-mode Yoshimura」風景用撮影モードの監修を担当